# Barsbeek
 Barsbeek  is een buurtschap in de gemeente Steenwijkerland, in de Nederlandse provincie Overijssel.
De buurtschap is gelegen in de Kop van Overijssel ten oosten van de provinciale weg N331 (plaatselijk bekend als de Oppenswolle), en bestaat uit een lange, met een grote bocht lopende weg met wat verspreide lintbebouwing. De weg loopt van Sint Jansklooster tot dicht bij het Zwarte Meer.

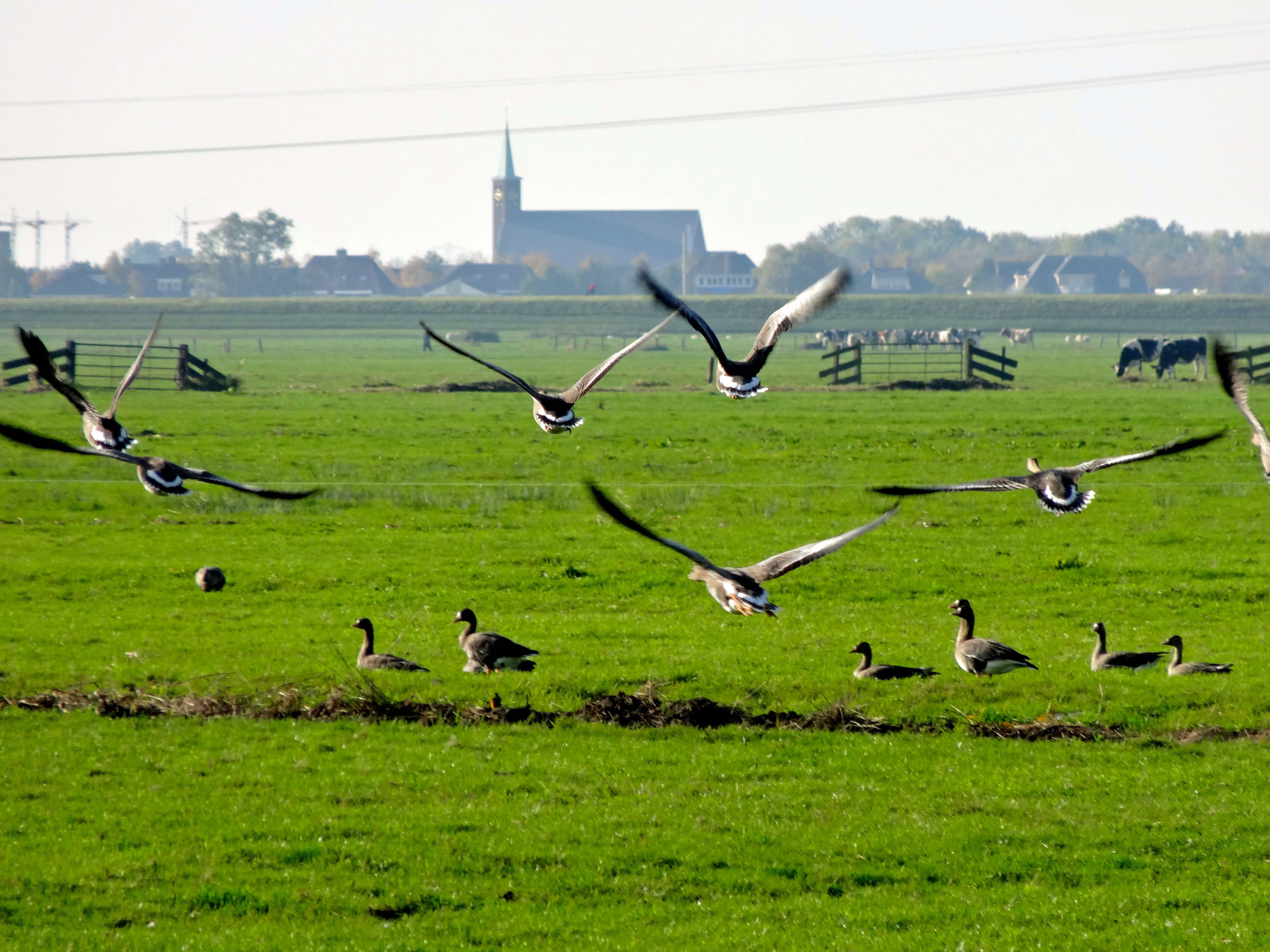
De Barsbeker-Binnenpolder gezien in de richting van Genemuiden